# HD 183263 b
HD 183263 b — экзопланета, находящаяся в созвездии Орла на расстоянии около 180 световых лет (55 парсек) от Солнца. Одна из двух планет, открытых у жёлтого субгиганта HD 183263, имеющего массу 1,17 масс Солнца и диаметр 1,21 диаметра Солнца. Открыта в 2005 году методом Доплеровской спектроскопии.
HD 183263 b это газовый гигант (прохладный юпитер) с массой 3,73 массы Юпитера. Обращается на расстоянии около 2 а. е. от материнской звезды, совершая полный оборот за 624 дня. Большая полуось орбиты (a) — 1.51±0,087 а. е. Эксцентриситет орбиты (e) — 0,357±0,09.